# Sophie Chevigny
Geneviève-Sophie Chevigny est une danseuse française née à Paris le 12 mai 1772 et morte à Montreuil (Eure-et-Loir) le 10 mars 1855.
Après avoir débuté au Théâtre de l'Ambigu-Comique, elle entre à l'Opéra de Paris en 1790, y danse jusqu'en 1804 puis, après une interruption d'un an, reprend ses rôles jusqu'en 1814.
Noverre émet sur Mlle Chevigny le jugement suivant : « C'est une danseuse agréable et intéressante sous tous les rapports. Sa danse est parfaite, son exécution est vive et brillante. La formation et l'enchaînement de ses pas sont exacts et bien prononcés ; elle a de la vigueur, des grâces, et elle réunit, comme danseuse, toutes les qualités et les charmes que cet art exige : mais la Nature ne s'est pas contentée de lui donner de la grâce, de la vigueur et de l'agilité, elle a été prodigue envers elle : figure noble, meublée de deux beaux yeux qui disent tout ce qu'ils veulent exprimer ; physionomie mobile, propre à recevoir l'empreinte de toutes les passions ; gestes éloquens, parce que l'âme en est le ressort actif, et qu'elle les fait mouvoir dans des sens justes, propres à peindre tous les sentimens et toutes les affections ».

## Principaux rôles
- Le Jugement de Pâris de Pierre Gardel (1793)
- Le Premier Navigateur de Maximilien Gardel (1791)
- Le Prix de la danse (dans Iphigénie en Aulide de Gluck, 1797)
- Annette et Lubin de Noverre (1799)
- Héro et Léandre de Louis Milon (1799)
- Les Noces de Gamache de Louis Milon (1801)
- Lucas et Laurette de Louis Milon (1803)
- Acis et Galathée de Louis Duport (1805)
- Le Retour d'Ulysse de Louis Milon (1807)
- L'Enfant prodigue de Pierre Gardel (1812)
- Nina ou la Folle par amour de Louis Milon (1814)